# Microsoft Points
Microsoft Points era la moneda digital introduïda per Microsoft el novembre de 2005 pel seu ús en el productes Xbox Live i Zune. Els punts es podien utilitzar per comprar videojocs i contingut descarregable del Basar Xbox Live, contingut digital com música i vídeos al Zune Marketplace i contingut de la Galeria de Windows Live sense la necessitat d'utilitzar una targeta de crèdit/dèbit.
El juny de 2013, Microsoft va anunciar que eliminaria gradualment els Microsoft Points a la fi de l'any, en favor d'utilitzar monedes locals en efectiu (com el dòlar o l'euro) a les seves plataformes de distribució digital. El 26 d'agost de 2013 va publicar una actualització de software de Xbox 360 que implementava aquest canvi. Els Microsoft Points existents dels usuaris es van convertir en una quantitat equivalent de moneda local per a realitzar compres.
Els Microsfot Points es venien per internet i a través de targetes regal en punts de venda. Als Estats Units d'Amèrica, els punts només es podien comprar en increments de 400 punts. La seva compra mínima era de 400 punts (5$), 800 punts (10$) i 1600 punts (20$).

## Crítiques
El sistema de Microsoft Points va ser criticat per ser enganyós en termes de cost real a l'hora de adquirir productes, ja que s'havien de comprar més punts dels necessaris en aquell moment. Una cançó a Zune sol tenir un cost de 79 punts (uns 99 centaus). Per comprar una única cançó a aquest preu de 99 centaus a la botiga de Zune, s'havia de comprar un bloc de mínim 400 punts. Aquest fet fa que per comprar una sola cançó, s'ha de permetre que Microsoft guardi com a mínim 4,01 € dels diners bescanviats en punts, fins que l'usuari es decideixi a gastar-los adquirint una altra cançó o producte.
El director de productes de Xbox, Aaron Greenberg va defensar el sistema de punts argumentant que estava destinat a reduir el nombre de tarifes de transacció de targetes de crèdit individuals que Microsoft havia de gestionar pels usuaris.

## Suspensió
Els serveis de Xbox llançats conjuntament amb Windows 8-Xbox Music i Xbox Video (successor de Zune Marketplace) utilitzaven per defecte transaccions de targetes de crèdit amb moneda local per realitzar compres en lloc de Microsoft Points. Tot i això, quan s'accedia des d'una consola Xbox 360, els usuaris encara havien de pagar amb Microsoft Points. El maig de 2013, els informes indicaven que els Microsoft Points es deixarien d'utilitzar totalment per ser substituïts per targetes regal unificades amb una divisa que funcionaria en Xbox, Windows Store i Windows Phone Store.
Els plans de Microsoft per suspendre l'ús dels Microsoft Points es van confirmar durant l'E3 de 2013, centrat en la Xbox One, i entrant en vigor amb el llançament d'una actualització del software de Xbox 360 el 26 d'agost de 2013. Els Microsoft Points existents dels usuaris es van convertir en una quantitat de moneda local equivalent al seu saldo de Points.

## Conversió
| Microsoft Points | 80      | 160     | 240     | 400    |
| ---------------- | ------- | ------- | ------- | ------ |
| EUA              | 1$      | 2$      | 3$      | 5$     |
| Canadà           | 1,24$   | 2,48$   | 3,72$   | 6,2$   |
| Regne Unit       | 0,68£   | 1,36£   | 2,04£   | 3,4£   |
| Unió Europea     | 0,96 €  | 1,92 €  | 2,88 €  | 4,8 €  |
| Noruega          | 6,56kr  | 13,12kr | 19,68kr | 32,8kr |
| Suècia           | 9,60kr  | 19.20kr | 28,8kr  | 48kr   |
| Austràlia        | 1,32$   | 2,64$   | 3,96$   | 6,6$   |
| Japó             | 118,49¥ | 236,80¥ | 355,20¥ | 592¥   |